# Luperina obsoleta
Luperina obsoleta là một loài bướm đêm trong họ Noctuidae.